# Новодвур (гміна)
Гміна Новодвур (пол. Gmina Nowodwór) — сільська гміна у східній Польщі. Належить до Рицького повіту Люблінського воєводства.
Станом на 31 грудня 2011 у гміні проживало 4246 осіб.

## Площа
Згідно з даними за 2007 рік площа гміни становила 71.72 км², у тому числі:
- орні землі: 72.00%
- ліси: 23.00%

Таким чином, площа гміни становить 11.65% площі повіту.

## Населення
Станом на 31 грудня 2011:
| Опис     | Загалом | Загалом | Чоловіки | Чоловіки | Жінки | Жінки |
| -------- | ------- | ------- | -------- | -------- | ----- | ----- |
| одиниця  | осіб    | %       | осіб     | %        | осіб  | %     |
| все      | 4246    | 100     | 2171     | 51.13    | 2075  | 48.87 |
| міське   | 0       | 100     | 0        |          | 0     |       |
| сільське | 4246    | 100     | 2171     | 51.13    | 2075  | 48.87 |

## Сусідні гміни
Гміна Новодвур межує з такими гмінами: Адамув, Клочев, Кшивда, Рики, Уленж.